# 流 (よさこいチーム)
よさこいチーム「流」（ながれ）は、福岡県福岡市に本部を置き、福岡の文化をよさこいと融合させた演舞に取り組む郷土芸能団体である。

## 概要
福岡本部（福岡県福岡市）が中心となり、2つの支部で組織されている。久留米支部（福岡県久留米市）・東京支部（東京都江東区）が存在する。
チームカラーとなっているのは、「福岡」そのもの。福岡のお祭りである、「博多どんたく湊まつり」・「博多祇園山笠」。また、文化として根付いている「博多にわか」・「博多弁」などの地元文化を斬新な形で演舞に取り入れ、福岡を表現する作品が中心となっている。
福岡本部
2005年創立。福岡市を活動拠点とし、隣接する糸島市でも活動を展開。作品をプロデュースする母体である。また、久留米支部と合同で活動を行っている。
久留米支部
2009年創立。久留米市を活動拠点とし、福岡本部と合同で活動を行っている。
東京支部
2007年創立。東京都江東区を活動拠点とし、チームとして、初の「のれん分け」を行い誕生した支部。東京支部単独で活動を行っている。

## 流合同演舞
年に2回、福岡本部・久留米支部・東京支部が一堂に会し、合同演舞を行っている。この対象となっているお祭りは、「ふくこいアジア祭り」（福岡県福岡市）と、「相模原よさこいRUNBU!!」（神奈川県相模原市）である（過去、「東京よさこい」（東京都豊島区）でも合同演舞が行われた。）

## 沿革
2005年7月に、流福岡本部が結成される。同年ふくこいアジア祭りに、チームとして5名で初出場を果たす。翌年2006年のさのよいファイヤーカーニバル（熊本県荒尾市）では、初のチームオリジナル曲で演舞を披露し、それが初の受賞となる（ブロック大賞）。また、同年のふくこいアジア祭りでは、予選を突破し、決勝に進み、審査員特別賞を受賞。以後、2007年東京支部創立、2009年久留米支部創立とチーム規模を拡大した。

### 年表
- 2005年 - 福岡本部創立。ふくこいアジア祭りに初出場。
- 2006年 - 初オリジナル楽曲「一番山いなせ筑紫流」を、さのよいファイヤーカーニバルで披露。ブロック大賞を受賞（初受賞）。
- 2007年 - 東京支部創立。演舞シリーズ「博多松囃子プロジェクト」を開始（～2013年）。
- 2009年 - 久留米支部創立
- 2010年 - ふくこいアジア祭りにて初のベスト3にランクイン（第3位感動賞受賞）
- 2013年 - 流合同演舞実行委員会発足
- 2014年
  - 演舞シリーズ「HAKATADONTAKU"Z"プロジェクト」を開始。
  - 相模原よさこいRUNBU!!（神奈川県）にて、大賞受賞（遠征）
- 2015年
  - 流創立10周年記念式典実行委員会発足
  - ふくこいアジア祭り2015 初の準感動大賞受賞（2位）
- 2016年 - 流創立10周年記念式典開催（ヒルトン福岡シーホーク於）
- 2017年 - 第18回ふくこいアジア祭り2017にて、2位の「準感動大賞」受賞
- 2018年 - 第19回ふくこいアジア祭り2018にて、2位の「準感動大賞」受賞

## 演目
- 2005年 - 黒田武士feat.流（ふくこいアジア祭り総踊り曲）
- 2006年 - 一番山 いなせ 筑紫流
- 2007年 - 二番山 恵比須 筑紫流
- 2008年 - 三番山 大黒天 筑紫流
- 2009年 - 四番山 福禄寿 筑紫流
- 2010年 - 五番山 稚児東雅 筑紫流
- 2011年 - 五番山 稚児西雅 筑紫流
- 2012年 - 博多松囃子 鳳 天神の號-桜花爛漫-
- 2013年 - 博多松囃子 鳳 天神の號-嵐雷光-
- 2014年 - 六番山 勲 筑紫流
- 2015年 - 同上
- 2016年 - 七番山 誉 筑紫流
- 2017年 - 同上
- 2018年 - 八番山 號 筑紫流

## 演舞の特徴
- 鳴子を使用せず、博多どんたく港まつりで使用される「しゃもじ」を打ち鳴らす。
- 博多どんたく港まつりで使用される「花笠」を取り入れていた。
- 博多にわかで使用される、「にわか面」を衣装の一部として使用している。
- 「博多弁」を使った煽りを導入している（博多弁RAP等含む）。
- 博多祇園山笠をイメージした、「踊り子による騎馬（3人乗せ）」をリフトとして取り入れている。
- 総じて福岡の地元ネタを使うことが多い。